# Garry Moore
Garry Moore  (31 de enero de 1915-28 de noviembre de 1993) fue un animador, presentador y humorista estadounidense conocido principalmente por su trabajo televisivo.

## Inicios y carrera radiofónica
Su verdadero nombre era Thomas Garrison Morfit III, y nació en Baltimore, Maryland. Estudió en el Baltimore City College, pero lo dejó para hacer carrera en la radio y la escritura. A partir de 1937 trabajó en la emisora radiofónica de Baltimore WBAL como presentador, guionista y actor y humorista. Utilizó su nombre de nacimiento hasta 1940 cuando, radiando "Club Matinee", organizó un concurso a fin de encontrar un nombre más fácilmente pronunciable. "Garry Moore" fue el nombre ganador, y fue dado por una ama de casa de Pittsburgh, que recibió un premio de 100 dólares y un viaje a Chicago. En los siguientes años, Moore actuó en numerosos programas radiofónicos. Empezó como presentador y después como apoyo de varias personalidades del medio. Una de ellas fue Jimmy Durante, en cuyo show Moore trabajó como actor acompañante durante seis años. Impresionado con su habilidad para interactuar con la audiencia, la CBS le ofreció trabajar en un programa propio. A partir de 1949 la cadena emitió el programa de variedades diario The Garry Moore Show.

## Carrera televisiva
Entre 1947 y 1950, Moore empezó a colaborar con el nuevo medio como participante en debates y como presentador de concursos y programas musicales. El 26 de junio de 1950 fue recompensado con su propio programa de variedades, emitido por la CBS, The Garry Moore Show, que era una versión más corta de su show radiofónico. Hasta septiembre de 1950 el programa también se emitió por la radio.
Durante su período como presentador de variedades, Moore presentó el programa de semanal de debate de la CBS I've Got a Secret, el cual se estrenó el 19 de junio de 1952. En este show Moore inició su amistad con el humorista Henry Morgan y con el presentador Bill Cullen, con el cual tuvo una larga relación laboral. La popularidad de I've Got a Secret originó un cameo en el film de 1959 It Happened to Jane. En la película el personaje de Doris Day era una participante del show, y Moore aparecía como uno de los integrantes de los debates.
El programa de variedades de Moore fue trasladado a la franja diurna, donde se emitió hasta el 27 de junio de 1958. Tras finalizar la emisión en esa franja, Moore y su colega Durward Kirby trasladaron el The Garry Moore Show a horario de máxima audiencia el martes por la noche, emitiéndose desde el 30 de septiembre de 1958 hasta el 14 de junio de 1964. Aunque el show fue un gran éxito en la franja de máxima audiencia, Moore siempre prefirió el horario diurno orientado a una audiencia de amas de casa. Pensaba que les proporcionaría a ellas algo en lo que entretenerse mientras trabajaban. El show supuso un descanso en el negocio del espectáculo para muchos artistas, incluyendo a Alan King, Jonathan Winters, Carol Burnett, y Dorothy Loudon. El programa dio también su primera gran oportunidad a escritores como Neil Simon, Buck Henry y Woody Allen. En The Garry Moore Show también actuaban de manera regular Durward Kirby, Denise Lor, y Ken Carson. Tras el fin del programa, Burnett fue una estrella por derecho propio, presentando The Carol Burnett Show durante varios años.
The Garry Moore Show fue cancelado en 1964, y en verano de ese año, tras haber trabajado en radio y televisión durante 27 años ininterrumpidos, Moore decidió retirarse."
Fue reemplazado por le humorista Steve Allen, que presentó el programa hasta 1967. La principal actividad de Moore durante ese tiempo fue hacer un viaje alrededor del mundo con su esposa.
Tras dos años, The Garry Moore Show volvió a la máxima audiencia en la CBS en otoño de 1966. La semana del estreno Moore actuó como invitado en I've Got A Secret, a fin de promocionar el programa. El nuevo show se canceló a mitad de temporada a causa de la baja audiencia y la competencia de la serie western Bonanza, emitida por la NBC. La exitosa Smothers Brothers Comedy Hour reemplazó a The Garry Moore Show. Moore posteriormente hizo actuaciones esporádicas como artista invitado y como miembro de debates en diferentes concursos, antes de que Mark Goodson le pidiera presentar un nuevo espacio, que finalmente fue To Tell the Truth (1969–1977).

## Retiro y fallecimiento
Moore fue diagnosticado en 1976 de un cáncer de garganta. Dejó To Tell the Truth poco antes de la Navidad de 1976 para poder ser intervenido quirúrgicamente, sustituyéndole Bill Cullen. Joe Garagiola también intervino como presentador durante varias semanas. Fue en este momento cuando Moore anunció su retiro de la televisión. Moore se mudó a Hilton Head, en Carolina del Sur, pasando temporadas en Northeast Harbor, Maine. Todavía hizo una breve actuación televisiva en un homenaje a Carol Burnett emitido a finales de los años ochenta.
Falleció a causa de un enfisema el 28 de noviembre de 1993, y fue enterrado en el cementerio Forest Hill de Northeast Harbor. Fue nombrado por la revista Time como uno de los quince mejores presentadores de la historia de la televisión.